# Quararibea spatulata
Quararibea spatulata é uma espécie de planta da família Malvaceae e  do gênero Quararibea.  
É encontrada no escudo das Guianas e em estados do Norte do Brasil.

## Taxonomia
O táxon foi descrito oficialmente em 1943 por Adolpho Ducke. 